# Matheus Nascimento
Matheus Nascimento de Paula (* 3. März 2004 in Rio de Janeiro) ist ein brasilianischer Fußballspieler. Der Stürmer steht bei Botafogo FR unter Vertrag und an LA Galaxy ausgeliehen ist.

## Karriere

### Verein
Matheus Nascimento stammt aus der Jugend von Botafogo FR in seiner Geburtsstadt Rio de Janeiro. Dort kommt er seit September 2020 regelmäßig in der Série A zum Einsatz. In der Staatsmeisterschaft von Rio de Janeiro erzielte der Stürmer am 25. April 2021 beim 4:0-Sieg gegen den Macaé Esporte FC sein erstes Pflichtspieltor im Profifußball.
Im Jahr 2024 zog er sich nach neun Spielen eine Verletzung am rechten Oberschenkel zu. In einer Mitteilung teilte Botafogo mit, dass die Mindestausfallzeit bei vier Monaten liege. Mit dem Klub gewann er am 23. November die Copa Libertadores 2024, mit einem 3:1-Sieg über Atlético Mineiro. Anfang Dezember schloss sich der Gewinn der Série A 2024 an.
Im Februar 2025 wurde Nascimento an LA Galaxy ausgeliehen. Die Leihe wurde bis ans Jahresende befristet und enthielt eine Kaufoption.

### Nationalmannschaft
Nascimento nahm Ende des Jahres 2019 mit der brasilianischen U15-Auswahl an der U15-Südamerikameisterschaft in Paraguay teil. Er stand in 6 Spielen seiner Mannschaft in der Startelf und trug mit 4 Treffern maßgeblich zum Titelgewinn seiner Mannschaft bei.

## Erfolge
Nationalmannschaft
- U15-Südamerikameister: 2019

Botafogo
- Copa Libertadores: 2024
- Campeonato Brasileiro de Futebol: 2024